# Талатала
Талатала (санскр. Talâtala: tala — дно, глубина, бездна) — в индийской космологии пуран одно из семи отделений подземного царства асур, Патала.
Падма-пурана называет так четвёртое из отделений, где царствует Майя, получивший это царство как вознаграждение за разрушение Шивой трёх его городов.
В Бхагавата-пуране Талатала описана как одна из семи лок, расположенных ниже Земли (другие шесть имеют названия Атала, Витала, Сутала, Махатала, Расатала и Патала). Талатала находится между Суталой, которая расположена выше неё, и Махаталой, которая расположена под ней, а интервал между этими локами составляет 10 000 йоджан (130 000 км).
Эти семь лок, в состав которых входит Талатала, имеют название била-сварга — подземные райские миры, обитателями которых являются асуры и ракшасы, живущие в роскоши и безудержно предающиеся чувственным наслаждениям. На Талаталу, как и на другие локи била-сварги, не проникает солнечный свет, однако там никогда не бывает темно, поскольку все локи била-сварги освещаются блеском драгоценных камней. Планеты семи низших планетных систем, в том числе и Талатала, имеют такие же размеры, как и Земля.
Правитель Талаталы — знаменитый асура Майя Данава, (отец демона Балы, создавшего девяносто шесть видов магических способностей) — учитель магов и чародеев, получивший свои владения от Шивы (Трипурари). Защищая жителей вселенной, Шива уничтожил три царства Майи Данавы, но впоследствии, довольный им, подарил ему новое. Правитель Талаталы Майя Данава пользуется покровительством Шивы и потому мнит себя неуязвимым для любого смертоносного оружия.
Майя Данава — талантливый художник и архитектор, построивший множество необыкновенной красоты городов и изысканно отделанных жилых домов, храмов, залов собраний, домов для приёма чужестранцев. Эти замечательные строения являются украшением и Талаталы, и шести других лок била-сварги. Дворец правителя Талаталы, как и дворцы других правителей била-сварги, украшены редчайшими драгоценными камнями и необычайно роскошны. И дворцы, и города семи подземных лок, включая Талаталу, созданы в подражание райским, построены с большим вкусом и выглядят привлекательно.